# San Pablo de Ushpayacu
San Pablo de Ushpayacu ist eine Ortschaft und eine Parroquia rural („ländliches Kirchspiel“) im Südosten des Kantons Archidona der ecuadorianischen Provinz Napo. Verwaltungssitz ist die Ortschaft San Pablo de Ushpayacu. Die Parroquia besitzt eine Fläche von 153,2 km². Die Einwohnerzahl lag im Jahr 2010 bei 4904. Die Parroquia San Pablo de Ushpayacu wurde am 30. April 1969 gegründet.

## Lage
Die Parroquia San Pablo de Ushpayacu liegt in der vorandinen Region am Westrand des Amazonastieflands. Die 630 m hoch gelegene Ortschaft San Pablo de Ushpayacu befindet sich 4,5 km ostsüdöstlich des Kantonshauptortes Archidona sowie 7,5 km nordnordöstlich der Provinzhauptstadt Tena. Der Río Misahuallí begrenzt das Areal im Süden, dessen linke Nebenflüsse Río Lushan und Río Copyacu im Westen und im Osten. Der Río Hollín durchfließt das Areal in südsüdwestlicher Richtung. Dessen Mittellauf sowie dessen rechter Nebenfluss Río Jondachi verlaufen entlang der nördlichen Verwaltungsgrenze. Die Parroquia besitzt eine maximale Längsausdehnung in WSW-ONO-Richtung von etwa 27 km. Die mittlere Ausdehnung in Nord-Süd-Richtung liegt bei 12,5 km. Eine Nebenstraße führt von San Pablo de Ushpayacu nach Archidona.
Die Parroquia San Pablo de Ushpayacu grenzt im Osten und im Südosten an die Parroquia Puerto Misahuallí, im Südwesten an Tena, im Westen an Archidona sowie im Norden an die Parroquia Cotundo.